# Kobyłczyce
Kobyłczyce – wieś w Polsce położona w województwie śląskim, w powiecie częstochowskim, w gminie Mstów. Położona jest w dolinie nad którą górują dwa wzniesienia: „ Babia Góra i Dupnica” kiedyś porośnięte lasem sosnowym. Miejscowość liczy około 500 mieszkańców. Jest to wieś typowo rolnicza wcześniej znana z kilku kuźni kowalskich, hodowli dużej ilości koni i uprawy truskawek.
Wieś składa się z trzech osad są to : Okupniki, Wieś (bardziej znana jako Koniec) i Górka. 
W latach 1975–1998 miejscowość administracyjnie należała do województwa częstochowskiego.

## Nazwa
Pierwsza wzmianka o miejscowości pochodzi z 1220 roku, z dokumentu biskupa krakowskiego Iwo Odrowąża w którym miejscowość wymieniona jest w staropolskiej formie Cobylczycze. Kolejna wzmianka o miejscowości znajduje się w łacińskim dokumencie z 1250 roku wydanym przez papieża Innocentego IV w Lyonie gdzie wieś zanotowana została w zlatynizowanej, staropolskiej formie „Cobilcici”.

## Historia miejscowości
Wieś Kobyłczyce powstała ok. XI wieku, lub wcześniej. Już w XI wieku została Bullą Papieską przyznana jako wieś należąca do Zakonu Kanoników Regularnych w Wancerzowie obecnie należy do parafii Żuraw.
Na Górce do około 1864 roku istniał dwór wybudowany z drzewa modrzewiowego, w którym mieszkał Dziedzic Kobyłczyc, ale właśnie około tego roku po uwłaszczeniu chłopów Ukazem Carskim został przez miejscowych chłopów w kilka dni rozebrany, a drewno wykorzystano do budowy niektórych domów. 
Pozostałościami podworskimi są stare piwnice w niektórych domach.
W czasie I wojny światowej przez miejscowość przechodził front wojenny, między wojskami pruskimi a rosyjskimi. Wieś została w tym czasie częściowo zniszczona. W czasie II wojny światowej nie było większych zniszczeń, poza tym, że Niemcy rozstrzelali kilku mieszkańców. Kilkunastu mieszkańców należało do partyzantki Armii Krajowej.